# Copa Mundial de Fútbol de 1998
La Copa Mundial de la FIFA Francia 1998 fue la decimosexta edición de la Copa Mundial de Fútbol, se desarrolló en Francia, entre el 10 de junio y el 12 de julio de 1998. Francia se convirtió en el tercer país en organizar dos campeonatos (tras México e Italia), 60 años después del mundial realizado en 1938. Por primera vez en la fase final de la Copa Mundial participaron 32 selecciones nacionales que se dividieron en una primera ronda de 8 grupos en los que clasificaban los dos primeros de cada uno a octavos de final y a un sistema de eliminación directa.
La selección local se coronó campeona por primera vez al derrotar en la final del torneo realizada en el nuevo Estadio de Francia, en Saint-Denis, a Brasil por 3:0. La sorpresa del torneo fue el combinado de Croacia que en su primera participación tras la desintegración de Yugoslavia, obtuvo el tercer lugar.
En este Mundial se mostraron 21 tarjetas rojas, récord en la historia de las Copas del Mundo, hasta Alemania 2006, donde se mostraron 28 tarjetas rojas. La mascota del torneo fue Footix, un gallo azul, símbolo del país anfitrión.

## Antecedentes y elección
Francia, Marruecos, Suiza, Alemania e Inglaterra mostraron interés en realizar el campeonato mundial de fútbol de 1998. Francia fue elegida como sede de la Copa Mundial de 1998 por 12 votos a favor, mientras que Marruecos obtuvo solo siete. Suiza, Alemania e Inglaterra habían retirado previamente sus candidaturas. El Comité Organizador, presidido por Michel Platini y Fernand Sastre, presentó 10 sedes a lo largo del país, incluyendo la construcción del Estadio de Francia, en Saint-Denis, en las afueras de París.
Previo al comienzo de la Copa del Mundo, el comité organizador realizó el Torneo de Francia del 3 al 11 de junio de 1997, como evento previo al Mundial con el fin de demostrar la capacidad organizativa del mundial. Este exitoso proyecto, sirvió a la FIFA como modelo a seguir para que la Copa FIFA Confederaciones cumpliera con el fin de ser el térmometro de prueba para las sedes mundialistas, lo cual comenzaría a regir en el año 2001.
Nuevamente, este torneo marcó un récord de países inscritos para participar: 172 selecciones que lucharon por participar en el evento final, en el que por primera vez participarían 32 selecciones lo cual fue vigente hasta la Copa Mundial de Catar 2022. Con este incremento de cupos, el sistema de la primera ronda fue modificado, permitiendo la creación de ocho grupos en que clasificaban a la fase de eliminación directa los dos primeros del grupo, eliminando la posibilidad de clasificación que tenían previamente los mejores terceros.
Con esta nueva cifra de participantes, más equipos de las confederaciones de África y Asia pudieron participar en Francia 1998. Así, Jamaica, Japón y la recién independiente Croacia pudieron hacer su primera aparición, mientras Sudáfrica debutaba tras años de exclusión debido al apartheid. De igual forma, Paraguay, Irán, Túnez y Chile regresaban al torneo luego de 12, 20 y 16 años sin participación, este último por el suceso conocido como el Maracanazo de la Selección Chilena.

## Organización

### Sedes
| Burdeos                                      | Lens                                         | Saint-Denis Marsella París Lens Lyon Nantes Toulouse Saint-Étienne Burdeos Montpellier | Lyon                                            |
| Parc Lescure (6) Capacidad: 35 200           | Estadio Félix Bollaert (6) Capacidad: 41 275 | Saint-Denis Marsella París Lens Lyon Nantes Toulouse Saint-Étienne Burdeos Montpellier | Stade Gerland (6) Capacidad: 44 000             |
| Stade du Parc Lescure                        | Stade Felix-Bollaert                         | Saint-Denis Marsella París Lens Lyon Nantes Toulouse Saint-Étienne Burdeos Montpellier | Stade Gerland                                   |
| Marsella                                     | Montpellier                                  | Saint-Denis Marsella París Lens Lyon Nantes Toulouse Saint-Étienne Burdeos Montpellier | Nantes                                          |
| Stade Vélodrome (7) Capacidad: 60 000        | Stade de la Mosson (6) Capacidad: 35 500     | Saint-Denis Marsella París Lens Lyon Nantes Toulouse Saint-Étienne Burdeos Montpellier | Estadio de la Beaujoire (6) Capacidad: 39 500   |
| Stade Vélodrome                              | Stade de la Mosson                           | Saint-Denis Marsella París Lens Lyon Nantes Toulouse Saint-Étienne Burdeos Montpellier | Stade Louis-Fonteneau                           |
| París                                        | Saint-Denis                                  | Toulouse                                                                               | Saint-Étienne                                   |
| Parque de los Príncipes (6) Capacidad: 48000 | Estadio de Francia (9) Capacidad: 80 000     | Stade de Toulouse (6) Capacidad: 37 000                                                | Estadio Geoffroy-Guichard (6) Capacidad: 36 000 |
| Prinzenparkstadion                           | Estadio de Francia                           | Stadium Municipal                                                                      | Estadio Geoffroy-Guichard                       |

### Lista de árbitros
| AFC - Abdul Rahman Al-Zeid - Ali Bujsaim - Masayoshi Okada - Pirom Anprasert CAF - Gamal Al-Ghandour - Said Belqola - Lucien Bouchardeau - Lim Kee Chong - Ian McLeod | Conmebol - Javier Castrilli - Epifanio González - Márcio Rezende - Mario Sánchez Yantén - Alberto Tejada Noriega - John Toro Rendon Concacaf - Esfandiar Baharmast - Arturo Brizio Carter - Ramesh Ramdhan OFC - Edward Lennie | UEFA - Marc Batta - Günter Benkö - Pierluigi Collina - Hugh Dallas - Paul Durkin - José María García-Aranda - Bernd Heynemann - Nikolai Levnikov - Urs Meier - Vítor Melo Pereira - Kim Milton Nielsen - Rune Pedersen - László Vagner - Mario van der Ende - Ryszard Wójcik |

### Reglas
Los 32 equipos que participan en la fase final se dividen en ocho grupos de cuatro equipos cada uno. Dentro de cada grupo se enfrentan una vez entre sí, por el sistema de todos contra todos. Por primera vez en la historia de la Copa Mundo, los equipos en la primera fase deben jugar sus partidos en tres sedes diferentes. Según el resultado de cada partido se otorgan tres puntos al ganador, un punto a cada equipo en caso de empate, y ninguno al perdedor.
Pasan a la siguiente ronda los dos equipos de cada grupo mejor clasificados. El orden de clasificación se determina teniendo en cuenta los siguientes criterios, en orden de preferencia:
1. El mayor número de puntos obtenidos teniendo en cuenta todos los partidos del grupo
2. La mayor diferencia de goles teniendo en cuenta todos los partidos del grupo
3. El mayor número de goles a favor anotados teniendo en cuenta todos los partidos del grupo

Si dos o más equipos quedan igualados según las pautas anteriores, sus posiciones se determinarán mediante los siguientes criterios, en orden de preferencia:
1. El mayor número de puntos obtenidos en los partidos entre los equipos en cuestión
2. La diferencia de goles teniendo en cuenta los partidos entre los equipos en cuestión
3. El mayor número de goles a favor anotados por cada equipo en los partidos disputados entre los equipos en cuestión
4. Sorteo del comité organizador de la Copa Mundial

La segunda ronda incluye todas las fases desde los octavos de final hasta la final. Mediante el sistema de eliminación directa se clasifican los cuatro semifinalistas. Los equipos perdedores de las semifinales juegan un partido por el tercer y cuarto puesto, mientras que los ganadores disputan el partido final, donde el vencedor obtiene la Copa Mundial.
Si después de los 90 minutos de juego el partido se encuentra empatado se juega un tiempo suplementario de dos etapas de 15 minutos cada una. Con la vigencia de la regla del gol de oro, un tanto en ese lapso hará que el partido se finalice. Si el resultado sigue empatado tras esta prórroga, el partido se define por el procedimiento de tiros desde el punto penal.

## Equipos participantes
En cursiva, los debutantes en la Copa Mundial de Fútbol.
| Clasificatorias | Clasificatorias | Clasificatorias | Clasificatorias | Clasificatorias | Clasificatorias |
| --------------- | --------------- | --------------- | --------------- | --------------- | --------------- |
| CAF             | AFC             | UEFA            | Concacaf        | OFC             | Conmebol        |

| Alemania       | Chile          | Francia    | Nigeria         |
| Arabia Saudita | Colombia       | Inglaterra | Noruega         |
| Argentina      | Corea del Sur  | Irán       | Países Bajos    |
| Austria        | Croacia        | Italia     | Paraguay        |
| Bélgica        | Dinamarca      | Jamaica    | R.F. Yugoslavia |
| Brasil         | Escocia        | Japón      | Rumania         |
| Bulgaria       | España         | Marruecos  | Sudáfrica       |
| Camerún        | Estados Unidos | México     | Túnez           |

### Sorteo
El Sorteo de la Copa Mundial de Fútbol de 1998 se realizó el 4 de diciembre de 1997 en Marsella.
| Bombo 1 | Bombo 2                                                                 | Bombo 3                                                                               | Bombo 4                                                         |
| --- | ----------------------------------------------------------------------- | ------------------------------------------------------------------------------------- | --------------------------------------------------------------- |
| Brasil (Campeón defensor, asignado al Gpo. A) Francia (Anfitrión, asignado al Gpo. C) Alemania Argentina España Italia Países Bajos Rumania | Camerún Marruecos Nigeria Sudáfrica Túnez Estados Unidos Jamaica México | Austria Bélgica Bulgaria Croacia Dinamarca Escocia Inglaterra Noruega R.F. Yugoslavia | Arabia Saudita Corea del Sur Irán Japón Chile Colombia Paraguay |

## Primera fase
- Los horarios corresponden a la hora local de Francia (CEST, UTC+2).

Leyenda: Pts: Puntos; PJ: Partidos jugados; PG: Partidos ganados; PE: Partidos empatados; PP: Partidos perdidos; GF: Goles a favor; GC: Goles en contra; Dif: Diferencia de goles.

#### Grupo A
| Selección | Pts. | PJ | PG | PE | PP | GF | GC | Dif. |
| --------- | ---- | -- | -- | -- | -- | -- | -- | ---- |
| Brasil    | 6    | 3  | 2  | 0  | 1  | 6  | 3  | 3    |
| Noruega   | 5    | 3  | 1  | 2  | 0  | 5  | 4  | 1    |
| Marruecos | 4    | 3  | 1  | 1  | 1  | 5  | 5  | 0    |
| Escocia   | 1    | 3  | 0  | 1  | 2  | 2  | 6  | –4   |

| 10 de junio de 1998, 17:30 | Brasil                       | 2:1 (1:1) | Escocia            | Estadio de Francia, Saint-Denis                                      |                                                                      |
|                            | Sampaio 4' · Boyd 74' (a.g.) | Reporte   | Collins 38' (pen.) | Asistencia: 80 000 espectadores Árbitro(s): José María García-Aranda | Asistencia: 80 000 espectadores Árbitro(s): José María García-Aranda |

| 10 de junio de 1998, 21:00 | Marruecos             | 2:2 (1:1) | Noruega                         | Stade de la Mosson, Montpellier                             |                                                             |
|                            | Hadji 37' · Hadda 60' | Reporte   | Chippo 45+1' (a.g.) · Eggen 61' | Asistencia: 29 800 espectadores Árbitro(s): Pirom Anprasert | Asistencia: 29 800 espectadores Árbitro(s): Pirom Anprasert |

| 16 de junio de 1998, 17:30 | Escocia    | 1:1 (0:0) | Noruega    | Parc Lescure, Burdeos                                     |                                                           |
|                            | Burley 66' | Reporte   | H. Flo 46' | Asistencia: 31 800 espectadores Árbitro(s): Laszlo Vagner | Asistencia: 31 800 espectadores Árbitro(s): Laszlo Vagner |

| 16 de junio de 1998, 21:00 | Brasil                                  | 3:0 (2:0) | Marruecos | Estadio de la Beaujoire, Nantes                              |                                                              |
|                            | Ronaldo 9' · Rivaldo 45+2' · Bebeto 50' | Reporte   |           | Asistencia: 35 500 espectadores Árbitro(s): Nikolai Levnikov | Asistencia: 35 500 espectadores Árbitro(s): Nikolai Levnikov |

| 23 de junio de 1998, 21:00 | Escocia | 0:3 (0:1) | Marruecos                   | Estadio Geoffroy-Guichard, Saint-Étienne                |                                                         |
|                            |         | Reporte   | Bassir 22', 85' · Hadda 46' | Asistencia: 30 600 espectadores Árbitro(s): Ali Bujsaim | Asistencia: 30 600 espectadores Árbitro(s): Ali Bujsaim |

| 23 de junio de 1998, 21:00                                         | Brasil     | 1:2 (0:0) | Noruega                           | Stade Vélodrome, Marsella                                       |                                                                 |
|                                                                    | Bebeto 78' | Reporte   | T. A. Flo 83' · Rekdal 88' (pen.) | Asistencia: 55 000 espectadores Árbitro(s): Esfandiar Baharmast | Asistencia: 55 000 espectadores Árbitro(s): Esfandiar Baharmast |
| Primera clasificación de Noruega a una segunda fase de un Mundial. |            |           |                                   |                                                                 |                                                                 |

#### Grupo B
| Selección | Pts. | PJ | PG | PE | PP | GF | GC | Dif. |
| --------- | ---- | -- | -- | -- | -- | -- | -- | ---- |
| Italia    | 7    | 3  | 2  | 1  | 0  | 7  | 3  | 4    |
| Chile     | 3    | 3  | 0  | 3  | 0  | 4  | 4  | 0    |
| Austria   | 2    | 3  | 0  | 2  | 1  | 3  | 4  | –1   |
| Camerún   | 2    | 3  | 0  | 2  | 1  | 2  | 5  | –3   |

| 11 de junio de 1998, 17:30 | Italia                           | 2:2 (1:1) | Chile          | Parc Lescure, Burdeos                                          |                                                                |
|                            | Vieri 10' · R. Baggio 84' (pen.) | Reporte   | Salas 45', 49' | Asistencia: 31 800 espectadores Árbitro(s): Lucien Bouchardeau | Asistencia: 31 800 espectadores Árbitro(s): Lucien Bouchardeau |

| 11 de junio de 1998, 21:00 | Camerún    | 1:1 (0:0) | Austria       | Stade de Toulouse, Toulouse                                   |                                                               |
|                            | Njanka 78' | Reporte   | Polster 90+1' | Asistencia: 33 500 espectadores Árbitro(s): Epifanio González | Asistencia: 33 500 espectadores Árbitro(s): Epifanio González |

| 17 de junio de 1998, 17:30 | Chile     | 1:1 (0:0) | Austria    | Estadio Geoffroy-Guichard, Saint-Étienne                   |                                                            |
|                            | Salas 70' | Reporte   | Vastić 90' | Asistencia: 30 600 espectadores Árbitro(s): Gamal Ghandour | Asistencia: 30 600 espectadores Árbitro(s): Gamal Ghandour |

| 17 de junio de 1998, 21:00 | Italia                        | 3:0 (1:0) | Camerún | Stade de la Mosson, Montpellier                           |                                                           |
|                            | Di Biagio 7' · Vieri 75', 89' | Reporte   |         | Asistencia: 29 800 espectadores Árbitro(s): Edward Lennie | Asistencia: 29 800 espectadores Árbitro(s): Edward Lennie |

| 23 de junio de 1998, 16:00 | Italia                    | 2:1 (0:0) | Austria           | Estadio de Francia, Saint-Denis                         |                                                         |
|                            | Vieri 49' · R. Baggio 89' | Reporte   | Herzog 90' (pen.) | Asistencia: 80 000 espectadores Árbitro(s): Paul Durkin | Asistencia: 80 000 espectadores Árbitro(s): Paul Durkin |

| 23 de junio de 1998, 16:00 | Chile      | 1:1 (1:0) | Camerún   | Estadio de la Beaujoire, Nantes                           |                                                           |
|                            | Sierra 20' | Reporte   | Mboma 55' | Asistencia: 35 500 espectadores Árbitro(s): Laszlo Vagner | Asistencia: 35 500 espectadores Árbitro(s): Laszlo Vagner |

#### Grupo C
| Selección      | Pts. | PJ | PG | PE | PP | GF | GC | Dif. |
| -------------- | ---- | -- | -- | -- | -- | -- | -- | ---- |
| Francia        | 9    | 3  | 3  | 0  | 0  | 9  | 1  | 8    |
| Dinamarca      | 4    | 3  | 1  | 1  | 1  | 3  | 3  | 0    |
| Sudáfrica      | 2    | 3  | 0  | 2  | 1  | 3  | 6  | –3   |
| Arabia Saudita | 1    | 3  | 0  | 1  | 2  | 2  | 7  | –5   |

| 12 de junio de 1998, 17:30 | Arabia Saudita | 0:1 (0:0) | Dinamarca  | Stade Félix Bollaert, Lens                                   |                                                              |
|                            |                | Reporte   | Rieper 69' | Asistencia: 38 100 espectadores Árbitro(s): Javier Castrilli | Asistencia: 38 100 espectadores Árbitro(s): Javier Castrilli |

| 12 de junio de 1998, 21:00 | Francia                                     | 3:0 (1:0) | Sudáfrica | Stade Vélodrome, Marsella                                  |                                                            |
|                            | Dugarry 36' · Issa 77' (a.g.) · Henry 90+2' | Reporte   |           | Asistencia: 55 000 espectadores Árbitro(s): Márcio Rezende | Asistencia: 55 000 espectadores Árbitro(s): Márcio Rezende |

| 18 de junio de 1998, 17:30                                    | Sudáfrica    | 1:1 (0:1) | Dinamarca   | Stade de Toulouse, Toulouse                                  |                                                              |
|                                                               | McCarthy 52' | Reporte   | Nielsen 12' | Asistencia: 33 500 espectadores Árbitro(s): John Toro Rendon | Asistencia: 33 500 espectadores Árbitro(s): John Toro Rendon |
| Benni McCarthy marca el primer gol de Sudáfrica en Mundiales. |              |           |             |                                                              |                                                              |

| 18 de junio de 1998, 21:00 | Francia                                       | 4:0 (1:0) | Arabia Saudita | Estadio de Francia, Saint-Denis                                  |                                                                  |
|                            | Henry 37', 78' · Trezeguet 68' · Lizarazu 85' | Reporte   |                | Asistencia: 80 000 espectadores Árbitro(s): Arturo Brizio Carter | Asistencia: 80 000 espectadores Árbitro(s): Arturo Brizio Carter |

| 24 de junio de 1998, 16:00 | Francia                          | 2:1 (1:1) | Dinamarca             | Stade Gerland, Lyon                                           |                                                               |
|                            | Djorkaeff 12' (pen.) · Petit 56' | Reporte   | M. Laudrup 42' (pen.) | Asistencia: 39 100 espectadores Árbitro(s): Pierluigi Collina | Asistencia: 39 100 espectadores Árbitro(s): Pierluigi Collina |

| 24 de junio de 1998, 16:00 | Sudáfrica                  | 2:2 (1:1) | Arabia Saudita                                 | Parc Lescure, Burdeos                                            |                                                                  |
|                            | Bartlett 18', 90+3' (pen.) | Reporte   | Al Jaber 45+2' (pen.) · Al-Thunayan 74' (pen.) | Asistencia: 31 800 espectadores Árbitro(s): Mario Sánchez Yantén | Asistencia: 31 800 espectadores Árbitro(s): Mario Sánchez Yantén |

#### Grupo D
| Selección | Pts. | PJ | PG | PE | PP | GF | GC | Dif. |
| --------- | ---- | -- | -- | -- | -- | -- | -- | ---- |
| Nigeria   | 6    | 3  | 2  | 0  | 1  | 5  | 5  | 0    |
| Paraguay  | 5    | 3  | 1  | 2  | 0  | 3  | 1  | 2    |
| España    | 4    | 3  | 1  | 1  | 1  | 8  | 4  | 4    |
| Bulgaria  | 1    | 3  | 0  | 1  | 2  | 1  | 7  | –6   |

| 12 de junio de 1998, 14:30 | Paraguay | 0:0     | Bulgaria | Stade de la Mosson, Montpellier                                  |                                                                  |
|                            |          | Reporte |          | Asistencia: 29 800 espectadores Árbitro(s): Abdul Rahman Al Zaid | Asistencia: 29 800 espectadores Árbitro(s): Abdul Rahman Al Zaid |

| 13 de junio de 1998, 14:30 | España                | 2:3 (1:1) | Nigeria                                           | Estadio de la Beaujoire, Nantes                                 |                                                                 |
|                            | Hierro 20' · Raúl 46' | Reporte   | Adepoju 25' · Zubizarreta 73' (a.g.) · Oliseh 77' | Asistencia: 35 500 espectadores Árbitro(s): Esfandiar Baharmast | Asistencia: 35 500 espectadores Árbitro(s): Esfandiar Baharmast |

| 19 de junio de 1998, 17:30 | Nigeria    | 1:0 (1:0) | Bulgaria | Parque de los Príncipes, París                                   |                                                                  |
|                            | Ikpeba 26' | Reporte   |          | Asistencia: 45 500 espectadores Árbitro(s): Mario Sánchez Yantén | Asistencia: 45 500 espectadores Árbitro(s): Mario Sánchez Yantén |

| 19 de junio de 1998, 21:00 | España | 0:0     | Paraguay | Estadio Geoffroy-Guichard, Saint-Étienne               |                                                        |
|                            |        | Reporte |          | Asistencia: 30 600 espectadores Árbitro(s): Ian McLeod | Asistencia: 30 600 espectadores Árbitro(s): Ian McLeod |

| 24 de junio de 1998, 21:00 | España                                                                   | 6:1 (2:0) | Bulgaria       | Stade Félix Bollaert, Lens                                     |                                                                |
|                            | Hierro 6' (pen.) · Luis Enrique 19' · Morientes 55', 81' · Kiko 88', 90' | Reporte   | Kostadinov 58' | Asistencia: 38 100 espectadores Árbitro(s): Mario van der Ende | Asistencia: 38 100 espectadores Árbitro(s): Mario van der Ende |

| 24 de junio de 1998, 21:00 | Nigeria   | 1:3 (1:1) | Paraguay                             | Stade de Toulouse, Toulouse                                 |                                                             |
|                            | Oruma 11' | Reporte   | Ayala 1' · Benítez 58' · Cardozo 86' | Asistencia: 33 500 espectadores Árbitro(s): Pirom Anprasert | Asistencia: 33 500 espectadores Árbitro(s): Pirom Anprasert |

#### Grupo E
| Selección     | Pts. | PJ | PG | PE | PP | GF | GC | Dif. |
| ------------- | ---- | -- | -- | -- | -- | -- | -- | ---- |
| Países Bajos  | 5    | 3  | 1  | 2  | 0  | 7  | 2  | 5    |
| México        | 5    | 3  | 1  | 2  | 0  | 7  | 5  | 2    |
| Bélgica       | 3    | 3  | 0  | 3  | 0  | 3  | 3  | 0    |
| Corea del Sur | 1    | 3  | 0  | 1  | 2  | 2  | 9  | –7   |

| 13 de junio de 1998, 17:30 | Corea del Sur | 1:3 (1:0) | México                          | Stade Gerland, Lyon                                      |                                                          |
|                            | S.J. Ha 28'   | Reporte   | Peláez 51' · Hernández 74', 84' | Asistencia: 39 100 espectadores Árbitro(s): Günter Benko | Asistencia: 39 100 espectadores Árbitro(s): Günter Benko |

| 13 de junio de 1998, 21:00 | Países Bajos | 0:0     | Bélgica | Estadio de Francia, Saint-Denis                               |                                                               |
|                            |              | Reporte |         | Asistencia: 77 000 espectadores Árbitro(s): Pierluigi Collina | Asistencia: 77 000 espectadores Árbitro(s): Pierluigi Collina |

| 20 de junio de 1998, 17:30 | Bélgica          | 2:2 (1:0) | México                              | Parc Lescure, Burdeos                                   |                                                         |
|                            | Wilmots 43', 47' | Reporte   | García Aspe 55' (pen.) · Blanco 62' | Asistencia: 31 800 espectadores Árbitro(s): Hugh Dallas | Asistencia: 31 800 espectadores Árbitro(s): Hugh Dallas |

| 20 de junio de 1998, 21:00 | Países Bajos                                                                | 5:0 (2:0) | Corea del Sur | Stade Vélodrome, Marsella                                  |                                                            |
|                            | Cocu 38' · Overmars 42' · Bergkamp 71' · van Hooijdonk 80' · R. de Boer 83' | Reporte   |               | Asistencia: 55 000 espectadores Árbitro(s): Ryszard Wójcik | Asistencia: 55 000 espectadores Árbitro(s): Ryszard Wójcik |

| 25 de junio de 1998, 16:00 | Bélgica  | 1:1 (1:0) | Corea del Sur | Parque de los Príncipes, París                             |                                                            |
|                            | Nilis 7' | Reporte   | S.C. Yoo 71'  | Asistencia: 45 500 espectadores Árbitro(s): Márcio Rezende | Asistencia: 45 500 espectadores Árbitro(s): Márcio Rezende |

| 25 de junio de 1998, 16:00 | Países Bajos             | 2:2 (2:0) | México                     | Estadio Geoffroy-Guichard, Saint-Étienne                         |                                                                  |
|                            | Cocu 4' · R. de Boer 18' | Reporte   | Peláez 75' · Hernández 90' | Asistencia: 30 600 espectadores Árbitro(s): Abdul Rahman Al Zaid | Asistencia: 30 600 espectadores Árbitro(s): Abdul Rahman Al Zaid |

#### Grupo F
| Selección        | Pts. | PJ | PG | PE | PP | GF | GC | Dif. |
| ---------------- | ---- | -- | -- | -- | -- | -- | -- | ---- |
| Alemania         | 7    | 3  | 2  | 1  | 0  | 6  | 2  | 4    |
| R. F. Yugoslavia | 7    | 3  | 2  | 1  | 0  | 4  | 2  | 2    |
| Irán             | 3    | 3  | 1  | 0  | 2  | 2  | 4  | –2   |
| Estados Unidos   | 0    | 3  | 0  | 0  | 3  | 1  | 5  | –4   |

| 14 de junio de 1998, 17:30                      | RF Yugoslavia  | 1:0 (0:0) | Irán | Estadio Geoffroy-Guichard, Saint-Étienne                           |                                                                    |
|                                                 | Mihajlović 72' | Reporte   |      | Asistencia: 30 600 espectadores Árbitro(s): Alberto Tejada Noriega | Asistencia: 30 600 espectadores Árbitro(s): Alberto Tejada Noriega |
| Primera victoria de RF Yugoslavia en Mundiales. |                |           |      |                                                                    |                                                                    |

| 15 de junio de 1998, 21:00 | Alemania                  | 2:0 (1:0) | Estados Unidos | Parque de los Príncipes, París                           |                                                          |
|                            | Möller 8' · Klinsmann 64' | Reporte   |                | Asistencia: 45 500 espectadores Árbitro(s): Said Belqola | Asistencia: 45 500 espectadores Árbitro(s): Said Belqola |

| 21 de junio de 1998, 14:30 | Alemania                             | 2:2 (0:1) | RF Yugoslavia                 | Stade Félix Bollaert, Lens                                     |                                                                |
|                            | Mihajlović 73' (a.g.) · Bierhoff 80' | Reporte   | Stanković 13' · Stojković 54' | Asistencia: 38 100 espectadores Árbitro(s): Kim Milton Nielsen | Asistencia: 38 100 espectadores Árbitro(s): Kim Milton Nielsen |

| 21 de junio de 1998, 21:00             | Estados Unidos | 1:2 (0:1) | Irán                        | Stade Gerland, Lyon                                   |                                                       |
|                                        | McBride 87'    | Reporte   | Estili 40' · Mahdavikia 84' | Asistencia: 39 100 espectadores Árbitro(s): Urs Meier | Asistencia: 39 100 espectadores Árbitro(s): Urs Meier |
| Primera victoria de Irán en Mundiales. |                |           |                             |                                                       |                                                       |

| 25 de junio de 1998, 21:00 | Alemania                     | 2:0 (0:0) | Irán | Stade de la Mosson, Montpellier                               |                                                               |
|                            | Bierhoff 50' · Klinsmann 57' | Reporte   |      | Asistencia: 29 800 espectadores Árbitro(s): Epifanio González | Asistencia: 29 800 espectadores Árbitro(s): Epifanio González |

| 25 de junio de 1998, 21:00                                              | Estados Unidos | 0:1 (0:1) | RF Yugoslavia  | Estadio de la Beaujoire, Nantes                            |                                                            |
|                                                                         |                | Reporte   | Komljenović 4' | Asistencia: 35 500 espectadores Árbitro(s): Gamal Ghandour | Asistencia: 35 500 espectadores Árbitro(s): Gamal Ghandour |
| Primera clasificación a octavos de final de RF Yugoslavia en Mundiales. |                |           |                |                                                            |                                                            |

#### Grupo G
| Selección  | Pts. | PJ | PG | PE | PP | GF | GC | Dif. |
| ---------- | ---- | -- | -- | -- | -- | -- | -- | ---- |
| Rumania    | 7    | 3  | 2  | 1  | 0  | 4  | 2  | 2    |
| Inglaterra | 6    | 3  | 2  | 0  | 1  | 5  | 2  | 3    |
| Colombia   | 3    | 3  | 1  | 0  | 2  | 1  | 3  | –2   |
| Túnez      | 1    | 3  | 0  | 1  | 2  | 1  | 4  | –3   |

| 15 de junio de 1998, 14:30 | Inglaterra                | 2:0 (1:0) | Túnez | Stade Vélodrome, Marsella                                   |                                                             |
|                            | Shearer 43' · Scholes 89' | Reporte   |       | Asistencia: 55 000 espectadores Árbitro(s): Masayoshi Okada | Asistencia: 55 000 espectadores Árbitro(s): Masayoshi Okada |

| 15 de junio de 1998, 17:30 | Rumania  | 1:0 (1:0) | Colombia | Stade Gerland, Lyon                                       |                                                           |
|                            | Ilie 45' | Reporte   |          | Asistencia: 39 100 espectadores Árbitro(s): Lim Kee Chong | Asistencia: 39 100 espectadores Árbitro(s): Lim Kee Chong |

| 22 de junio de 1998, 17:30 | Colombia     | 1:0 (0:0) | Túnez | Stade de la Mosson, Montpellier                             |                                                             |
|                            | Preciado 83' | Reporte   |       | Asistencia: 29 800 espectadores Árbitro(s): Bernd Heynemann | Asistencia: 29 800 espectadores Árbitro(s): Bernd Heynemann |

| 22 de junio de 1998, 21:00 | Rumania                     | 2:1 (0:0) | Inglaterra | Stade de Toulouse, Toulouse                            |                                                        |
|                            | Moldovan 47' · Petrescu 90' | Reporte   | Owen 79'   | Asistencia: 33 500 espectadores Árbitro(s): Marc Batta | Asistencia: 33 500 espectadores Árbitro(s): Marc Batta |

| 26 de junio de 1998, 21:00 | Rumania      | 1:1 (0:1) | Túnez              | Estadio de Francia, Saint-Denis                           |                                                           |
|                            | Moldovan 72' | Reporte   | Souayah 10' (pen.) | Asistencia: 77 000 espectadores Árbitro(s): Edward Lennie | Asistencia: 77 000 espectadores Árbitro(s): Edward Lennie |

| 26 de junio de 1998, 21:00 | Colombia | 0:2 (0:2) | Inglaterra                 | Stade Félix Bollaert, Lens                                       |                                                                  |
|                            |          | Reporte   | Anderton 20' · Beckham 29' | Asistencia: 38 100 espectadores Árbitro(s): Arturo Brizio Carter | Asistencia: 38 100 espectadores Árbitro(s): Arturo Brizio Carter |

#### Grupo H
| Selección | Pts. | PJ | PG | PE | PP | GF | GC | Dif. |
| --------- | ---- | -- | -- | -- | -- | -- | -- | ---- |
| Argentina | 9    | 3  | 3  | 0  | 0  | 7  | 0  | 7    |
| Croacia   | 6    | 3  | 2  | 0  | 1  | 4  | 2  | 2    |
| Jamaica   | 3    | 3  | 1  | 0  | 2  | 3  | 9  | –6   |
| Japón     | 0    | 3  | 0  | 0  | 3  | 1  | 4  | –3   |

| 14 de junio de 1998, 14:30 | Argentina     | 1:0 (1:0) | Japón | Stade de Toulouse, Toulouse                                    |                                                                |
|                            | Batistuta 28' | Reporte   |       | Asistencia: 33 500 espectadores Árbitro(s): Mario van der Ende | Asistencia: 33 500 espectadores Árbitro(s): Mario van der Ende |

| 14 de junio de 1998, 21:00 | Jamaica   | 1:3 (1:1) | Croacia                                 | Stade Félix Bollaert, Lens                                |                                                           |
| | Earle 45' | Reporte   | Stanić 27' · Prosinečki 53' · Šuker 69' | Asistencia: 38 100 espectadores Árbitro(s): Vítor Pereira | Asistencia: 38 100 espectadores Árbitro(s): Vítor Pereira |
| Robert Earle marcó el primer gol de Jamaica en Mundiales. Mario Stanić marcó el primer gol de Croacia en Mundiales. Primera victoria de Croacia en Mundiales. |           |           |                                         |                                                           |                                                           |

| 20 de junio de 1998, 14:30                                         | Japón | 0:1 (0:0) | Croacia   | Estadio de la Beaujoire, Nantes                            |                                                            |
|                                                                    |       | Reporte   | Šuker 77' | Asistencia: 35 500 espectadores Árbitro(s): Ramesh Ramdhan | Asistencia: 35 500 espectadores Árbitro(s): Ramesh Ramdhan |
| Primera clasificación de Croacia a una segunda fase de un Mundial. |       |           |           |                                                            |                                                            |

| 21 de junio de 1998, 17:30 | Argentina                                        | 5:0 (1:0) | Jamaica | Parque de los Príncipes, París                            |                                                           |
|                            | Ortega 31', 55' · Batistuta 73', 78', 83' (pen.) | Reporte   |         | Asistencia: 45 500 espectadores Árbitro(s): Rune Pedersen | Asistencia: 45 500 espectadores Árbitro(s): Rune Pedersen |

| 26 de junio de 1998, 16:00                                                                            | Japón        | 1:2 (0:1) | Jamaica           | Stade Gerland, Lyon                                      |                                                          |
| | Nakayama 74' | Reporte   | Whitmore 39', 54' | Asistencia: 39 100 espectadores Árbitro(s): Günter Benkö | Asistencia: 39 100 espectadores Árbitro(s): Günter Benkö |
| Masashi Nakayama marcó el primer gol de Japón en Mundiales. Primera victoria de Jamaica en Mundiales. |              |           |                   |                                                          |                                                          |

| 26 de junio de 1998, 16:00 | Argentina  | 1:0 (1:0) | Croacia | Parc Lescure, Burdeos                                    |                                                          |
|                            | Pineda 36' | Reporte   |         | Asistencia: 31 800 espectadores Árbitro(s): Said Belqola | Asistencia: 31 800 espectadores Árbitro(s): Said Belqola |

## Segunda fase
|  | Octavos de final            | Octavos de final         |                           |       | Cuartos de final             | Cuartos de final             |                     |                     | Semifinales | Semifinales |  |  | Final | Final |
|  |                             |                          |                           |       |                              |                              |                     |                     |             |             |  |  |       |       |
|  | 27 de junio – París         |                          |                           |       |                              |                              |                     |                     |             |             |  |  |       |       |
|  |                             |                          |                           |       |                              |                              |                     |                     |             |             |  |  |       |       |
|  | Brasil                      | 4                        |                           |       |                              |                              |                     |                     |             |             |  |  |       |       |
|  | Brasil                      | 4                        | 3 de julio – Nantes       |       |                              |                              |                     |                     |             |             |  |  |       |       |
|  | Chile                       | 1                        |                           |       |                              |                              |                     |                     |             |             |  |  |       |       |
|  | Chile                       | 1                        | Brasil                    | 3     |                              |                              |                     |                     |             |             |  |  |       |       |
|  | 28 de junio – Saint-Denis   |                          | Brasil                    | 3     |                              |                              |                     |                     |             |             |  |  |       |       |
|  |                             | Dinamarca                | 2                         |       |                              |                              |                     |                     |             |             |  |  |       |       |
|  | Nigeria                     | Dinamarca                | 2                         | 1     |                              |                              |                     |                     |             |             |  |  |       |       |
|  | Nigeria                     |                          | 7 de julio – Marsella     | 1     |                              |                              |                     |                     |             |             |  |  |       |       |
|  | Dinamarca                   | 4                        |                           |       |                              |                              |                     |                     |             |             |  |  |       |       |
|  | Dinamarca                   | 4                        | Brasil (p.)               | 1 (4) |                              |                              |                     |                     |             |             |  |  |       |       |
|  | 29 de junio – Toulouse      |                          | Brasil (p.)               | 1 (4) |                              |                              |                     |                     |             |             |  |  |       |       |
|  |                             | Países Bajos             | 1 (2)                     |       |                              |                              |                     |                     |             |             |  |  |       |       |
|  | Países Bajos                | Países Bajos             | 1 (2)                     | 2     |                              |                              |                     |                     |             |             |  |  |       |       |
|  | Países Bajos                | 4 de julio – Marsella    |                           | 2     |                              |                              |                     |                     |             |             |  |  |       |       |
|  | R. F. Yugoslavia            | 1                        |                           |       |                              |                              |                     |                     |             |             |  |  |       |       |
|  | R. F. Yugoslavia            | 1                        | Países Bajos              | 2     |                              |                              |                     |                     |             |             |  |  |       |       |
|  | 30 de junio – Saint-Étienne |                          | Países Bajos              | 2     |                              |                              |                     |                     |             |             |  |  |       |       |
|  |                             | Argentina                | 1                         |       |                              |                              |                     |                     |             |             |  |  |       |       |
|  | Argentina (p.)              | Argentina                | 1                         | 2 (4) |                              |                              |                     |                     |             |             |  |  |       |       |
|  | Argentina (p.)              |                          | 12 de julio – Saint-Denis | 2 (4) |                              |                              |                     |                     |             |             |  |  |       |       |
|  | Inglaterra                  | 2 (3)                    |                           |       |                              |                              |                     |                     |             |             |  |  |       |       |
|  | Inglaterra                  | 2 (3)                    | Brasil                    | 0     |                              |                              |                     |                     |             |             |  |  |       |       |
|  | 27 de junio – Marsella      |                          | Brasil                    | 0     |                              |                              |                     |                     |             |             |  |  |       |       |
|  |                             | Francia                  | 3                         |       |                              |                              |                     |                     |             |             |  |  |       |       |
|  | Italia                      | Francia                  | 3                         | 1     |                              |                              |                     |                     |             |             |  |  |       |       |
|  | Italia                      | 3 de julio – Saint-Denis |                           | 1     |                              |                              |                     |                     |             |             |  |  |       |       |
|  | Noruega                     | 0                        |                           |       |                              |                              |                     |                     |             |             |  |  |       |       |
|  | Noruega                     | 0                        | Italia                    | 0 (3) |                              |                              |                     |                     |             |             |  |  |       |       |
|  | 28 de junio – Lens          |                          | Italia                    | 0 (3) |                              |                              |                     |                     |             |             |  |  |       |       |
|  |                             | Francia (p.)             | 0 (4)                     |       |                              |                              |                     |                     |             |             |  |  |       |       |
|  | Francia (t.s.)              | Francia (p.)             | 0 (4)                     | 1     |                              |                              |                     |                     |             |             |  |  |       |       |
|  | Francia (t.s.)              |                          | 8 de julio – Saint-Denis  | 1     |                              |                              |                     |                     |             |             |  |  |       |       |
|  | Paraguay                    | 0                        |                           |       |                              |                              |                     |                     |             |             |  |  |       |       |
|  | Paraguay                    | 0                        | Francia                   | 2     |                              |                              |                     |                     |             |             |  |  |       |       |
|  | 29 de junio – Montpellier   |                          | Francia                   | 2     |                              |                              |                     |                     |             |             |  |  |       |       |
|  |                             | Croacia                  | 1                         |       | Partido por el tercer puesto | Partido por el tercer puesto |                     |                     |             |             |  |  |       |       |
|  | Alemania                    | Croacia                  | 1                         | 2     | Partido por el tercer puesto | Partido por el tercer puesto |                     |                     |             |             |  |  |       |       |
|  | Alemania                    | 4 de julio – Lyon        | 4 de julio – Lyon         | 2     |                              |                              | 11 de julio – París | 11 de julio – París |             |             |  |  |       |       |
|  | México                      | 4 de julio – Lyon        | 4 de julio – Lyon         | 1     |                              |                              | 11 de julio – París | 11 de julio – París |             |             |  |  |       |       |
|  | México                      | Alemania                 | 0                         | 1     | Países Bajos                 | 1                            |                     |                     |             |             |  |  |       |       |
|  | 30 de junio – Burdeos       | Alemania                 | 0                         |       | Países Bajos                 | 1                            |                     |                     |             |             |  |  |       |       |
|  |                             | Croacia                  | 3                         |       | Croacia                      | 2                            |                     |                     |             |             |  |  |       |       |
|  | Rumania                     | Croacia                  | 3                         | 0     | Croacia                      | 2                            |                     |                     |             |             |  |  |       |       |
|  | Rumania                     |                          |                           | 0     |                              |                              |                     |                     |             |             |  |  |       |       |
|  | Croacia                     | 1                        |                           |       |                              |                              |                     |                     |             |             |  |  |       |       |
|  | Croacia                     | 1                        |                           |       |                              |                              |                     |                     |             |             |  |  |       |       |

#### Octavos de final
| 27 de junio de 1998, 16:30 | Italia    | 1:0 (1:0) | Noruega | Stade Vélodrome, Marsella                                   |                                                             |
|                            | Vieri 18' | Reporte   |         | Asistencia: 55 000 espectadores Árbitro(s): Bernd Heynemann | Asistencia: 55 000 espectadores Árbitro(s): Bernd Heynemann |

| 27 de junio de 1998, 21:00 | Brasil                                       | 4:1 (3:0) | Chile     | Parque de los Príncipes, París                         |                                                        |
|                            | Sampaio 11', 27' · Ronaldo 45+1' (pen.), 70' | Reporte   | Salas 68' | Asistencia: 45 500 espectadores Árbitro(s): Marc Batta | Asistencia: 45 500 espectadores Árbitro(s): Marc Batta |

| 28 de junio de 1998, 16:30                             | Francia    | 1:0 (0:0, 0:0) (t. s.) | Paraguay | Stade Félix Bollaert, Lens                              |                                                         |
|                                                        | Blanc 114' | Reporte                |          | Asistencia: 31 800 espectadores Árbitro(s): Ali Bujsaim | Asistencia: 31 800 espectadores Árbitro(s): Ali Bujsaim |
| Laurent Blanc marca el primer gol de oro en Mundiales. |            |                        |          |                                                         |                                                         |

| 28 de junio de 1998, 21:00                                           | Nigeria       | 1:4 (0:2) | Dinamarca                                          | Estadio de Francia, Saint-Denis                       |                                                       |
|                                                                      | Babangida 78' | Reporte   | Møller 3' · B. Laudrup 12' · Sand 60' · Helveg 76' | Asistencia: 77 000 espectadores Árbitro(s): Urs Meier | Asistencia: 77 000 espectadores Árbitro(s): Urs Meier |
| Primera clasificación de Dinamarca a Cuartos de final de un Mundial. |               |           |                                                    |                                                       |                                                       |

| 29 de junio de 1998, 16:30 | Alemania                     | 2:1 (0:0) | México        | Stade de la Mosson, Montpellier                                |                                                                |
|                            | Klinsmann 75' · Bierhoff 86' | Reporte   | Hernández 47' | Asistencia: 29 800 espectadores Árbitro(s): Vítor Melo Pereira | Asistencia: 29 800 espectadores Árbitro(s): Vítor Melo Pereira |

| 29 de junio de 1998, 21:00                                                                        | Países Bajos                | 2:1 (1:0) | RF Yugoslavia   | Stade de Toulouse, Toulouse                                          |                                                                      |
|                                                                                                   | Bergkamp 38' · Davids 90+2' | Reporte   | Komljenović 48' | Asistencia: 33 500 espectadores Árbitro(s): José María García-Aranda | Asistencia: 33 500 espectadores Árbitro(s): José María García-Aranda |
| Último partido de Yugoslavia, antes de cambiarse el nombre por el Serbia y Montenegro en el 2003. |                             |           |                 |                                                                      |                                                                      |

| 30 de junio de 1998, 16:30                                         | Rumania | 0:1 (0:1) | Croacia            | Parc Lescure, Burdeos                                        |                                                              |
|                                                                    |         | Reporte   | Šuker 45+2' (pen.) | Asistencia: 31 800 espectadores Árbitro(s): Javier Castrilli | Asistencia: 31 800 espectadores Árbitro(s): Javier Castrilli |
| Primera clasificación de Croacia a Cuartos de final de un Mundial. |         |           |                    |                                                              |                                                              |

| 30 de junio de 1998, 21:00 | Argentina                                 | 2:2 (2:2, 2:2) (t. s.)(4:3 p.) | Inglaterra                             | Estadio Geoffroy-Guichard, Saint-Étienne                       |                                                                |
|                            | Batistuta 6' (pen.) · Zanetti 45+1'       | Reporte                        | Shearer 10' (pen.) · Owen 16'          | Asistencia: 30 600 espectadores Árbitro(s): Kim Milton Nielsen | Asistencia: 30 600 espectadores Árbitro(s): Kim Milton Nielsen |
|                            |                                           | Tiros desde el punto penal     |                                        |                                                                |                                                                |
|                            | Berti · Crespo · Verón · Gallardo · Ayala |                                | Shearer · Ince · Merson · Owen · Batty |                                                                |                                                                |

#### Cuartos de final
| 3 de julio de 1998, 16:30 | Italia                                                 | 0:0 (t. s.)(3:4 p.)        | Francia                                       | Estadio de Francia, Saint-Denis                         |                                                         |
|                           |                                                        | Reporte                    |                                               | Asistencia: 77 000 espectadores Árbitro(s): Hugh Dallas | Asistencia: 77 000 espectadores Árbitro(s): Hugh Dallas |
|                           |                                                        | Tiros desde el punto penal |                                               |                                                         |                                                         |
|                           | R. Baggio · Albertini · Costacurta · Vieri · Di Biagio |                            | Zidane · Lizarazu · Trezeguet · Henry · Blanc |                                                         |                                                         |

| 3 de julio de 1998, 21:00 | Brasil                        | 3:2 (2:1) | Dinamarca                     | Estadio de la Beaujoire, Nantes                            |                                                            |
|                           | Bebeto 11' · Rivaldo 27', 60' | Reporte   | Jørgensen 2' · B. Laudrup 50' | Asistencia: 35 500 espectadores Árbitro(s): Gamal Ghandour | Asistencia: 35 500 espectadores Árbitro(s): Gamal Ghandour |

| 4 de julio de 1998, 16:30 | Países Bajos                | 2:1 (1:1) | Argentina | Stade Vélodrome, Marsella                                        |                                                                  |
|                           | Kluivert 12' · Bergkamp 89' | Reporte   | López 17' | Asistencia: 55 000 espectadores Árbitro(s): Arturo Brizio Carter | Asistencia: 55 000 espectadores Árbitro(s): Arturo Brizio Carter |

| 4 de julio de 1998, 21:00                                       | Alemania | 0:3 (0:1) | Croacia                               | Stade Gerland, Lyon                                       |                                                           |
|                                                                 |          | Reporte   | Jarni 45+3' · Vlaović 80' · Šuker 85' | Asistencia: 39 100 espectadores Árbitro(s): Rune Pedersen | Asistencia: 39 100 espectadores Árbitro(s): Rune Pedersen |
| Primera clasificación de Croacia a una Semifinal de un Mundial. |          |           |                                       |                                                           |                                                           |

#### Semifinales
| 7 de julio de 1998, 21:00 | Brasil                              | 1:1 (1:1, 0:0) (t. s.)(4:2 p.) | Países Bajos                              | Stade Vélodrome, Marsella                               |                                                         |
|                           | Ronaldo 46'                         | Reporte                        | Kluivert 87'                              | Asistencia: 54 000 espectadores Árbitro(s): Ali Bujsaim | Asistencia: 54 000 espectadores Árbitro(s): Ali Bujsaim |
|                           |                                     | Tiros desde el punto penal     |                                           |                                                         |                                                         |
|                           | Ronaldo · Rivaldo · Emerson · Dunga |                                | F. de Boer · Bergkamp · Cocu · R. de Boer |                                                         |                                                         |

| 8 de julio de 1998, 21:00 | Francia         | 2:1 (0:0) | Croacia   | Estadio de Francia, Saint-Denis                                      |                                                                      |
|                           | Thuram 47', 70' | Reporte   | Šuker 46' | Asistencia: 76 000 espectadores Árbitro(s): José María García-Aranda | Asistencia: 76 000 espectadores Árbitro(s): José María García-Aranda |

#### Tercer lugar
| 11 de julio de 1998, 21:00                                             | Países Bajos | 1:2 (1:2) | Croacia                    | Parque de los Príncipes, París                                |                                                               |
|                                                                        | Zenden 21'   | Reporte   | Prosinečki 13' · Šuker 35' | Asistencia: 45 500 espectadores Árbitro(s): Epifanio González | Asistencia: 45 500 espectadores Árbitro(s): Epifanio González |
| Croacia se convierte en el tercer debutante en quedar en tercer lugar. |              |           |                            |                                                               |                                                               |

#### Final
| 12 de julio de 1998, 21:00 | Brasil | 0:3 (0:2) | Francia                         | Estadio de Francia, Saint-Denis                          |                                                          |
|                            |        | Reporte   | Zidane 27', 45+1' · Petit 90+2' | Asistencia: 80 000 espectadores Árbitro(s): Said Belqola | Asistencia: 80 000 espectadores Árbitro(s): Said Belqola |

|                             |
| Bandera de Francia          |
| Campeón Francia 1.er título |

## Estadísticas

### Tabla general

Mapa según los resultados del torneo.

| Equipo | Equipo           | Pts | PJ | PG | PE | PP | GF | GC | Dif | Rend   |
| ------ | ---------------- | --- | -- | -- | -- | -- | -- | -- | --- | ------ |
| 1      | Francia          | 19  | 7  | 6  | 1  | 0  | 15 | 2  | 13  | 90,5 % |
| 2      | Brasil           | 13  | 7  | 4  | 1  | 2  | 14 | 10 | 4   | 61,9 % |
| 3      | Croacia          | 15  | 7  | 5  | 0  | 2  | 11 | 5  | 6   | 71,4 % |
| 4      | Países Bajos     | 12  | 7  | 3  | 3  | 1  | 13 | 7  | 6   | 57,1 % |
| 5      | Italia           | 11  | 5  | 3  | 2  | 0  | 8  | 3  | 5   | 73,3 % |
| 6      | Argentina        | 10  | 5  | 3  | 1  | 1  | 10 | 4  | 6   | 66,7 % |
| 7      | Alemania         | 10  | 5  | 3  | 1  | 1  | 8  | 6  | 2   | 66,7 % |
| 8      | Dinamarca        | 7   | 5  | 2  | 1  | 2  | 9  | 7  | 2   | 46,7 % |
| 9      | Inglaterra       | 7   | 4  | 2  | 1  | 1  | 7  | 4  | 3   | 58,3 % |
| 10     | R. F. Yugoslavia | 7   | 4  | 2  | 1  | 1  | 5  | 4  | 1   | 58,3 % |
| 11     | Rumania          | 7   | 4  | 2  | 1  | 1  | 4  | 3  | 1   | 58,3 % |
| 12     | Nigeria          | 6   | 4  | 2  | 0  | 2  | 6  | 9  | –3  | 50,0 % |
| 13     | México           | 5   | 4  | 1  | 2  | 1  | 8  | 7  | 1   | 41,7 % |
| 14     | Paraguay         | 5   | 4  | 1  | 2  | 1  | 3  | 2  | 1   | 41,7 % |
| 15     | Noruega          | 5   | 4  | 1  | 2  | 1  | 5  | 5  | 0   | 41,7 % |
| 16     | Chile            | 3   | 4  | 0  | 3  | 1  | 5  | 8  | –3  | 25,0 % |
| 17     | España           | 4   | 3  | 1  | 1  | 1  | 8  | 4  | 4   | 44,4 % |
| 18     | Marruecos        | 4   | 3  | 1  | 1  | 1  | 5  | 5  | 0   | 44,4 % |
| 19     | Bélgica          | 3   | 3  | 0  | 3  | 0  | 3  | 3  | 0   | 33,3 % |
| 20     | Irán             | 3   | 3  | 1  | 0  | 2  | 2  | 4  | –2  | 33,3 % |
| 21     | Colombia         | 3   | 3  | 1  | 0  | 2  | 1  | 3  | –2  | 33,3 % |
| 22     | Jamaica          | 3   | 3  | 1  | 0  | 2  | 3  | 9  | –6  | 33,3 % |
| 23     | Austria          | 2   | 3  | 0  | 2  | 1  | 3  | 4  | –1  | 22,2 % |
| 24     | Sudáfrica        | 2   | 3  | 0  | 2  | 1  | 3  | 6  | –3  | 22,2 % |
| 25     | Camerún          | 2   | 3  | 0  | 2  | 1  | 2  | 5  | –3  | 22,2 % |
| 26     | Túnez            | 1   | 3  | 0  | 1  | 2  | 1  | 4  | –3  | 11,1 % |
| 27     | Escocia          | 1   | 3  | 0  | 1  | 2  | 2  | 6  | –4  | 11,1 % |
| 28     | Arabia Saudita   | 1   | 3  | 0  | 1  | 2  | 2  | 7  | –5  | 11,1 % |
| 29     | Bulgaria         | 1   | 3  | 0  | 1  | 2  | 1  | 7  | –6  | 11,1 % |
| 30     | Corea del Sur    | 1   | 3  | 0  | 1  | 2  | 2  | 9  | –7  | 11,1 % |
| 31     | Japón            | 0   | 3  | 0  | 0  | 3  | 1  | 4  | –3  | 0,00 % |
| 32     | Estados Unidos   | 0   | 3  | 0  | 0  | 3  | 1  | 5  | –4  | 0,00 % |

## Premios y reconocimientos

### Bota de Oro
El jugador que haya convertido la mayor cantidad de goles durante el torneo recibirá el premio Bota de Oro.
| Jugador           | Selección    | Goles |
| ----------------- | ------------ | ----- |
| Davor Šuker       | Croacia      | 6     |
| Gabriel Batistuta | Argentina    | 5     |
| Christian Vieri   | Italia       | 5     |
| Marcelo Salas     | Chile        | 4     |
| Luis Hernández    | México       | 4     |
| Ronaldo           | Brasil       | 4     |
| Rivaldo           | Brasil       | 3     |
| Bebeto            | Brasil       | 3     |
| César Sampaio     | Brasil       | 3     |
| Thierry Henry     | Francia      | 3     |
| Dennis Bergkamp   | Países Bajos | 3     |
| Oliver Bierhoff   | Alemania     | 3     |
| Jürgen Klinsmann  | Alemania     | 3     |